# 菲伦戈街
43°50′38″N 10°30′15.40″E / 43.84389°N 10.5042778°E
菲伦戈街（Via Fillungo）是意大利卢卡市的一条主要街道，位于盧卡城牆内，长约700米，宽约10米，是该市旅游业、贸易和手工艺的發展中心。